# Aloe andongensis
Aloe andongensis är en grästrädsväxtart som beskrevs av John Gilbert Baker. Aloe andongensis ingår i släktet Aloe och familjen grästrädsväxter.
Artens utbredningsområde är Angola.

## Underarter
Arten delas in i följande underarter:
- A. a. andongensis
- A. a. repens

## Bildgalleri

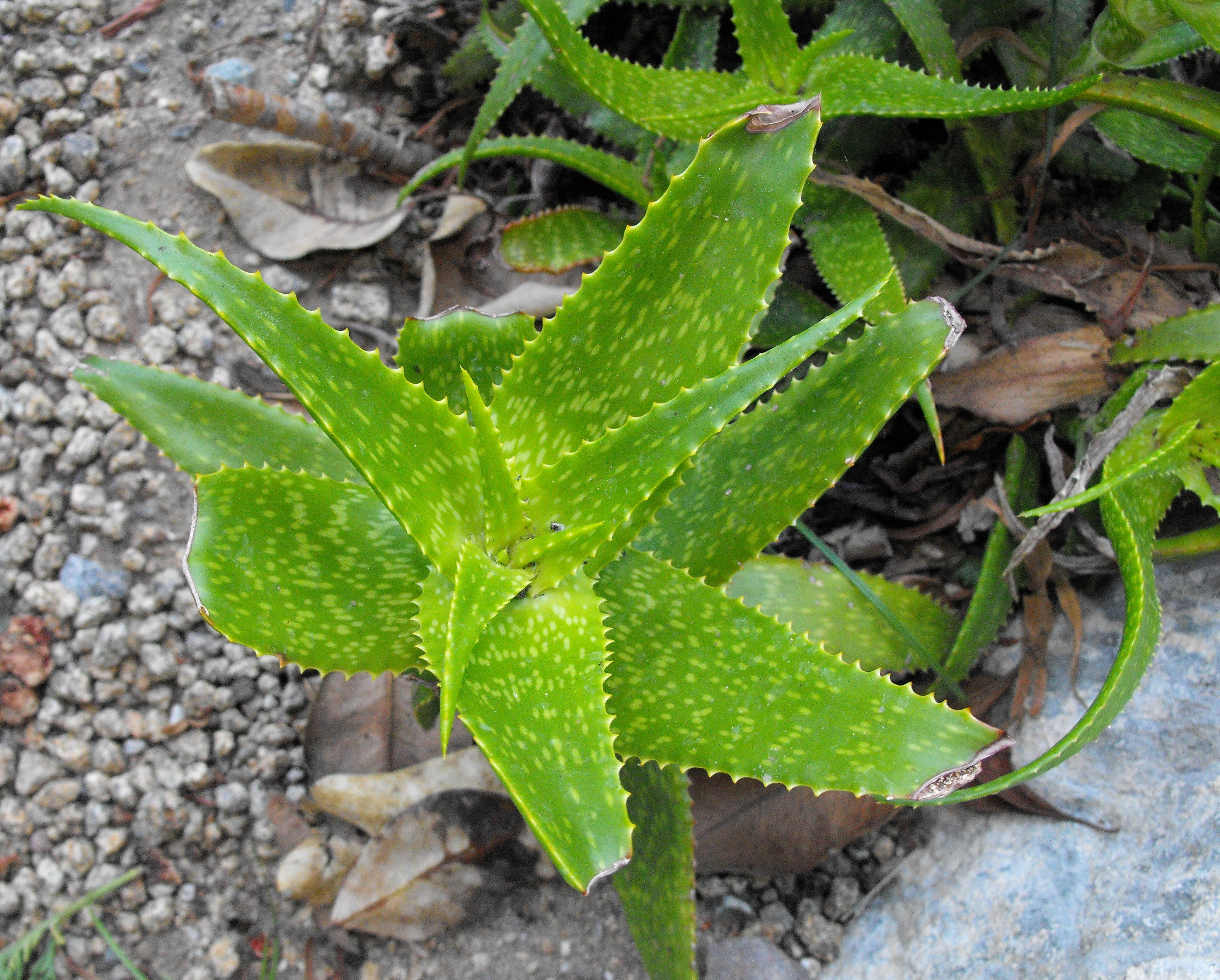